# Diadem-Faulvogel
Der Diadem-Faulvogel oder Kastanien-Faulvogel (Hapaloptila castanea) ist eine Vogelart aus der Familie der Faulvögel innerhalb der Ordnung der Spechtvögel und die einzige Art der somit monotypischen Gattung Hapaloptila.

## Merkmale
Die Krone und Seiten des Kopfes sind grau, sonst ist das obere Gefieder olivbraun und unten rötlich-braun. Stirn und Hals sind weiß, die Augen sind rot. Der Diadem-Faulvogel erreicht eine Körperlänge von etwa 23 Zentimetern. Schnabel und Füße sind schwarz. Männchen und Weibchen ähneln sich.

## Lebensweise
Der Diadem-Faulvogel lebt normalerweise paarweise oder in kleinen Gruppen und ist nicht mit anderen Vögeln verbunden. Er ernährt sich von Früchten und Insekten.

## Lebensraum und Verbreitung

Verbreitungsgebiet des Diadem-Faulvogels (grün)

Der natürliche Lebensraum der Art sind subtropische oder tropische feuchte Bergwälder zwischen 750 und 2.900 m Höhe. Das Verbreitungsgebiet umfasst die südamerikanischen Länder Kolumbien, Ecuador und Peru. Laut IUCN ist die Art  (=least concern – nicht gefährdet)